# Zorzines viridans
Zorzines viridans är en fjärilsart som beskrevs av Sato 1992. Zorzines viridans ingår i släktet Zorzines och familjen nattflyn. Inga underarter finns listade i Catalogue of Life.